# شيرمحمدبازار (تشابهار)
شيرمحمدبازار (بالفارسية: شیرمحمدبازار) هي قرية تقع في قسم بلان الريفي (مقاطعة تشابهار) في إيران. يقدر عدد سكانها بـ 141 نسمة بحسب إحصاء 2016.